# 蓋爾豪普特峰
47°22′N 14°38′E / 47.367°N 14.633°E

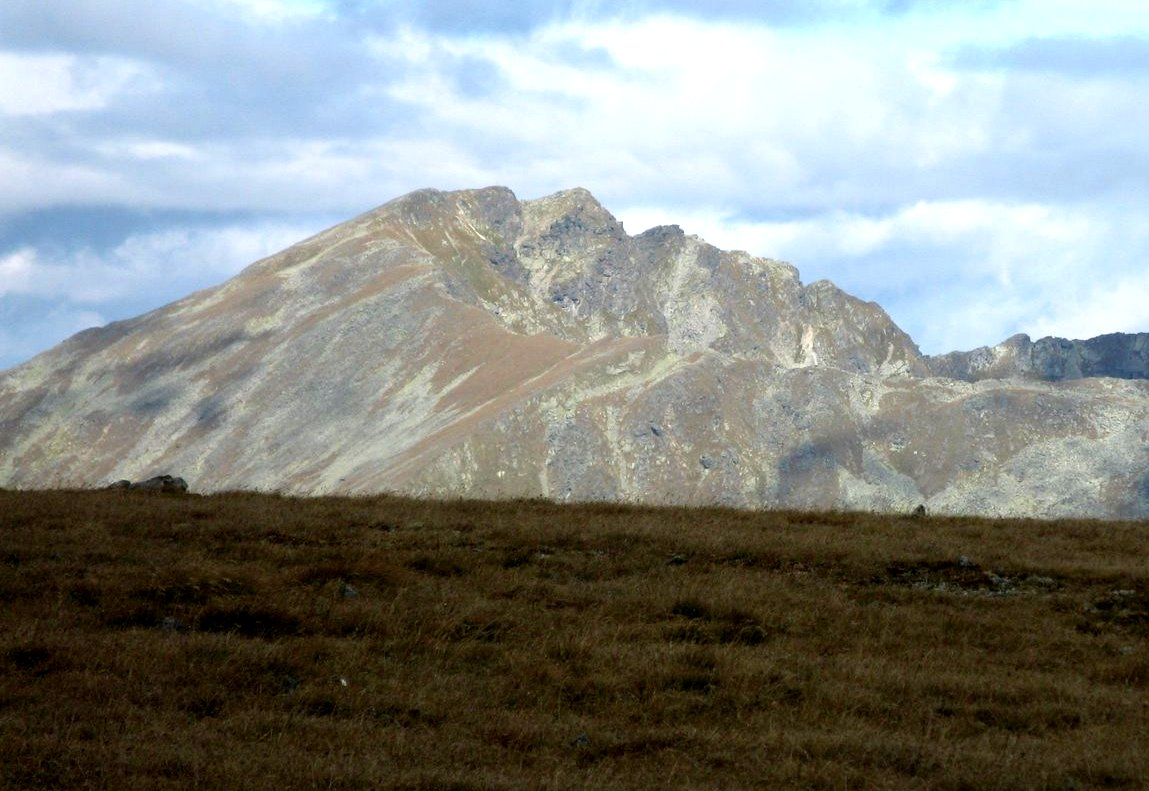

蓋爾豪普特峰（德語：Geierhaupt），是奧地利的山峰，位於該國東南部，由施泰爾馬克州負責管轄，處於尤登堡以北和紹伯爾山口瓦爾德以南，屬於下陶恩山脈的一部分，海拔高度2,417米。